# ガレット

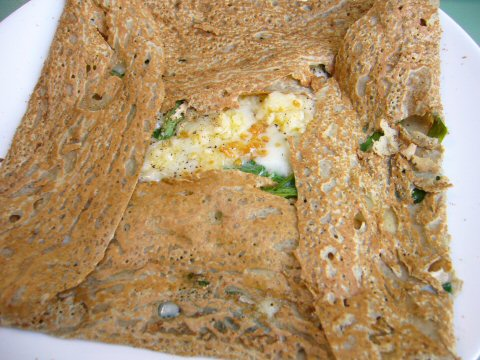
そば粉のガレット (Galette de sarrasin)

ガレット（仏: galette）は、フランス料理の名称。フランスでガレットは「円く焼いた料理」を意味するが、日本では特にそば粉生地を薄く焼いたブルターニュ風ガレットを指すことが多い。

## ガレット・ブルトンヌ
ガレット・ブルトンヌ（ブルターニュ風ガレット）は、フランス北西部のブルターニュ地方の東部地域（オート＝ブルターニュ）発祥のそば粉で作られるガレットであり、主に小麦粉で作られるクレープのもとになった料理である。ガレット・ド・サラザン（そば粉のガレット）とも呼ばれる。
そば粉・水・塩などを混ぜて寝かせた生地を、熱した平鍋またはガレット調理専用の鉄板に注ぎ、こてで薄い円形に伸ばして正方形に折りたたみ、完成となる。クレープと異なり片面だけを焼き、生ハムなどの肉類、魚介類、おろしたグリュイエールやゴーダなどのチーズ、鶏卵、サラダなどで飾って提供する。卵は焼いている途中のガレットの上に割り込み、目玉焼きのようにして火を通す。熱いソーセージをガレットで巻いて提供することもある (galette-saucisse)。中央にエメンタールチーズ、生ハム、卵を置いたものは「ガレット・コンプレット」(galette complète) と呼ばれる。
ブルトン語では「クランプーズ」 (Krampouz) といい、語源的にはゲール文化との関わりが指摘される。ブルターニュ地方は雨が多く小麦の育成には不向きな土壌であり、痩せた土地であった。ここに中国原産のソバがイスラム諸国を経由して十字軍の持参により植えられると、充分に育つ作物として認められるようになる。貧しい農民や労働者は、近代初期までソバを利用したポリッジやガレットを主食とした。伝統的なガレットは食事用の塩味だったが、現在は種類も豊富になっている。家庭以外でも、専門店や屋台で買って食べられることも多い。クレープシュゼットのように、ジャムやバター、リキュールで甘く味付けし、デザートとされることもある。

## さまざまなガレット

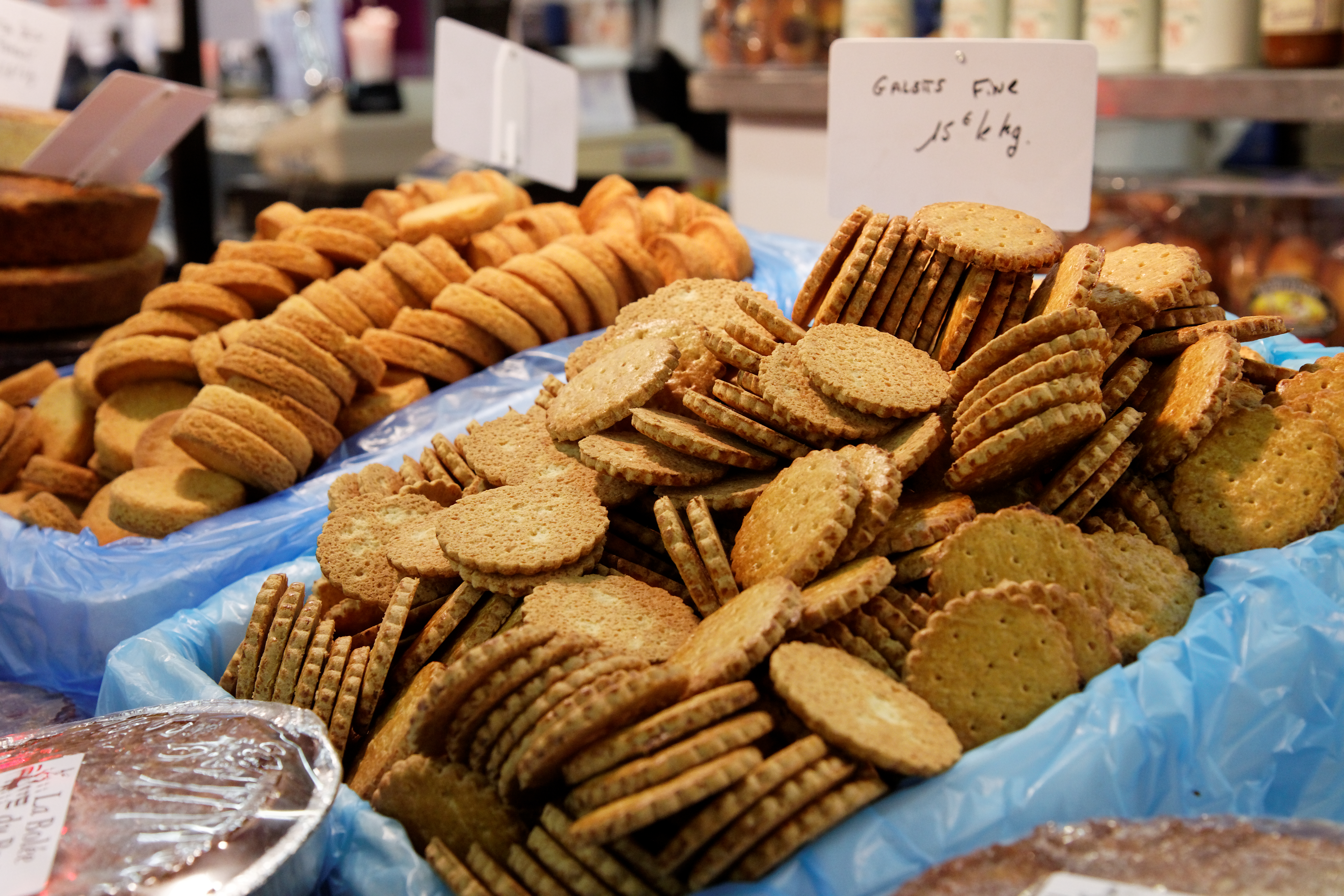
ガレット・ブルトンヌ（手前）とパレ・ブルトン（奥）

ガレット・ブルトンヌ
ブルターニュ地方の中でも、西部地域のバス＝ブルターニュでは、小麦粉で作るサクサクした薄焼きクッキーをガレット・ブルトンヌと呼ぶ。日本でもこの意味で用いられることがある。なお、日本ではより厚焼きのクッキーを指すことも多いが、薄くないものはフランスではパレ・ブルトンと呼ばれ、区別される。
プロイ
北アメリカのフランス語圏、アカディア地方の伝統的なガレット。シロップか、豚肉のパテを塗って食べる。
ガレット・デ・ロワ
アーモンドクリームの入ったパイ菓子。
クイニーパターテ（じゃがいものガレット）
じゃがいもをつぶすか薄切りし、円形にまとめて焼いた料理。